# Alex Turcotte
Alexander "Alex" Turcotte, född 26 februari 2001, är en amerikansk professionell ishockeyforward som är kontrakterad till Los Angeles Kings i National Hockey League (NHL) och spelar för Ontario Reign i American Hockey League (AHL).
Han har tidigare spelat för Wisconsin Badgers i National Collegiate Athletic Association (NCAA) och Team USA i United States Hockey League (USHL).
Turcotte draftades av Los Angeles Kings i andra rundan i 2019 års draft som femte spelare totalt.
Han är son till Alfie Turcotte, som spelade bland annat i NHL, Schweiz, Tyskland och Österrike under sin ishockeykarriär.

## Statistik
| 2014–2015   | Detroit Honeybaked U13 | HPHL        | 21 | 13 | 19 | 32 | 22 | — | — | — | — | — |
| 2015–2016   | CYA U14                | HPHL        | 18 | 16 | 17 | 33 | 26 | — | — | — | — | — |
| 2016–2017   | Chicago Mission U16    | HPHL        | 20 | 11 | 24 | 35 | 8  | — | — | — | — | — |
| 2017–2018   | Team USA               | USHL        | 31 | 8  | 24 | 32 | 14 | — | — | — | — | — |
|             | U.S. National U17 Team |             | 39 | 15 | 32 | 47 | 14 | — | — | — | — | — |
|             | U.S. National U18 Team |             | 19 | 3  | 13 | 16 | 8  | — | — | — | — | — |
| 2018–2019   | Team USA               | USHL        | 16 | 12 | 22 | 34 | 14 | — | — | — | — | — |
|             | U.S. National U18 Team |             | 37 | 27 | 35 | 62 | 22 | — | — | — | — | — |
| 2019–2020   | Wisconsin Badgers      | NCAA        | 29 | 6  | 15 | 21 | 20 | — | — | — | — | — |
| 2020–2021   | Ontario Reign          | AHL         | 32 | 6  | 15 | 21 | 20 | — | — | — | — | — |
| 2021–2022   | Los Angeles Kings      | NHL         | 1  | 0  | 0  | 0  | 2  | — | — | — | — | — |
|             | Ontario Reign          | AHL         | 18 | 3  | 7  | 10 | 12 | — | — | — | — | — |
| NHL totalt  | NHL totalt             | NHL totalt  | 1  | 0  | 0  | 0  | 2  | — | — | — | — | — |
| AHL totalt  | AHL totalt             | AHL totalt  | 50 | 9  | 22 | 31 | 32 | — | — | — | — | — |
| USHL totalt | USHL totalt            | USHL totalt | 47 | 20 | 46 | 66 | 28 | — | — | — | — | — |

### Internationellt
| Källa: Uppdaterad: 2021-12-30 | Källa: Uppdaterad: 2021-12-30 | Källa: Uppdaterad: 2021-12-30 |         | Utv = Utvisningsminuter | Utv = Utvisningsminuter | Utv = Utvisningsminuter | Utv = Utvisningsminuter | Utv = Utvisningsminuter |
| År                            | Lag                           | Mästerskap                    | Matcher | Mål                     | Assists                 | Poäng                   | Utv                     |                         |
| ----------------------------- | ----------------------------- | ----------------------------- | ------- | ----------------------- | ----------------------- | ----------------------- | ----------------------- | ----------------------- |
| 2018                          | USA                           | U18-VM                        | 7       | 2                       | 3                       | 5                       | 2                       |                         |
| 2019                          | USA                           | U18-VM                        | 7       | 4                       | 5                       | 9                       | 4                       |                         |
| 2020                          | USA                           | JVM                           | 5       | 0                       | 2                       | 2                       | 6                       |                         |
| 2021                          | USA                           | JVM                           | 7       | 3                       | 5                       | 8                       | 2                       |                         |
| Junior totalt                 | Junior totalt                 | Junior totalt                 | 26      | 9                       | 15                      | 24                      | 14                      |                         |